# Nikolaï Mouraviev-Karsski
Pour les articles homonymes, voir Mouraviev.
Nikolaï Nikolaïevitch Mouraviov (en russe : Николай Николаевич Муравьёв-Карсский), dit Mouraviov-Karsski, « Mouraviov de Kars », né le 14 juillet 1794 à Saint-Pétersbourg et mort le 23 octobre 1866 à son domaine de Skorniakovo, ouiezd de Zadonsk, gouvernement de Voronej, est un général de l'Empire russe, voyageur, gouverneur du Caucase et héros de la guerre de Crimée. C'est le frère cadet du comte Mouraviov-Vilenski et du général Alexandre Mouraviov.

## Décorations
- 1812 : Ordre de Sainte-Anne, 4e classe
- 1813 : Ordre de Saint-Vladimir, 4e classe
- 1814 : Ordre de Sainte-Anne, 2e classe
- 1822 : Ordre de Saint-Vladimir, 3e classe
- 1828 : Ordre de Saint-Georges, 4e classe
- 1829 : Ordre de Saint-Georges, 3e classe
- 1829 : Épée d'or « Pour la bravoure »
- 1830 : Ordre de Sainte-Anne, 1re classe
- 1830 : Ordre de Saint-Vladimir, 2e classe
- 1832 : Virtuti militari, 2e classe
- 1835 : Ordre de l'Aigle blanc
- 1850 : Ordre de Saint-Alexandre-Nevski
- 1855 : Ordre de Saint-Georges, 2e classe